# Hossein Amini
Pour les articles homonymes, voir Amini.
Hossein Amini  est un scénariste et réalisateur iranien né en 1966. Il a notamment été nommé à l'Oscar du meilleur scénario adapté pour Les Ailes de la colombe. Il était l'élève de Robert Cordier.

## Filmographie

### Scénariste
- 1989 : Catch (court-métrage) de lui-même
- 1992 : L'affaire Devereux : la mort d'un juste (The Dying of the Light) (téléfilm) de Peter Kosminsky
- 1996 : Deep Secrets (téléfilm) de Diarmuid Lawrence
- 1996 : Jude de Michael Winterbottom
- 1997 : Les Ailes de la colombe (The Wings of the Dove) de Iain Softley
- 2002 : Frères du désert (The Four Feathers) de Shekhar Kapur
- 2002 : Gangs of New York de Martin Scorsese (révisions, non crédité)
- 2009 : Killshot de John Madden
- 2010 : Shanghai de Mikael Håfström
- 2011 : Drive de Nicolas Winding Refn
- 2012 : Blanche-Neige et le Chasseur de Rupert Sanders
- 2013 : 47 Ronin de Carl Rinsch
- 2014 : The Two Faces of January de lui-même
- 2016 : Un traître idéal (Our Kind of Traitor) de Susanna White
- 2017 : Le Bonhomme de neige (The Snowman) de Tomas Alfredson
- 2018 : L'Aliéniste (série TV)
- 2018 : McMafia (série TV)
- 2022 : Obi-Wan Kenobi (série)

### Réalisateur
- 1989 : Catch (court-métrage)
- 2014 : The Two Faces of January

### Producteur
- 2018 : McMafia (série TV)
- 2018 : L'Aliéniste (série TV)

### Acteur
- 1989 : Catch (court-métrage) de lui-même : le mari